# Château-sur-Allier
Château-sur-Allier är en kommun i departementet Allier i regionen Auvergne-Rhône-Alpes i de centrala delarna av Frankrike. Kommunen ligger  i kantonen Lurcy-Lévis som ligger i arrondissementet Moulins. År 2022 hade Château-sur-Allier 163 invånare.

## Befolkningsutveckling
Antalet invånare i kommunen Château-sur-Allier
Referens: INSEE